# Ranstadt
Ranstadt ist eine Gemeinde im Wetteraukreis in Hessen.

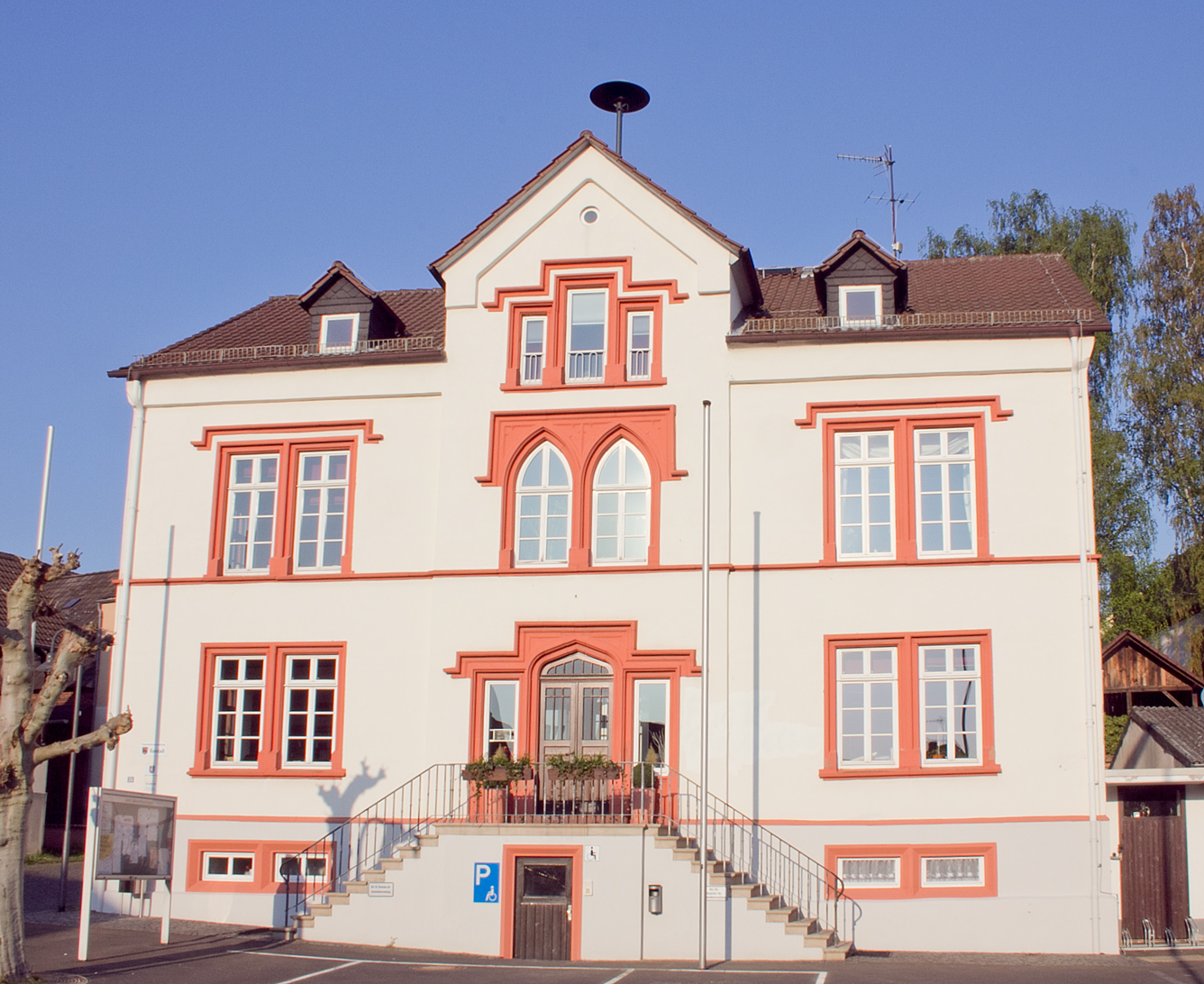
Ranstädter Rathaus

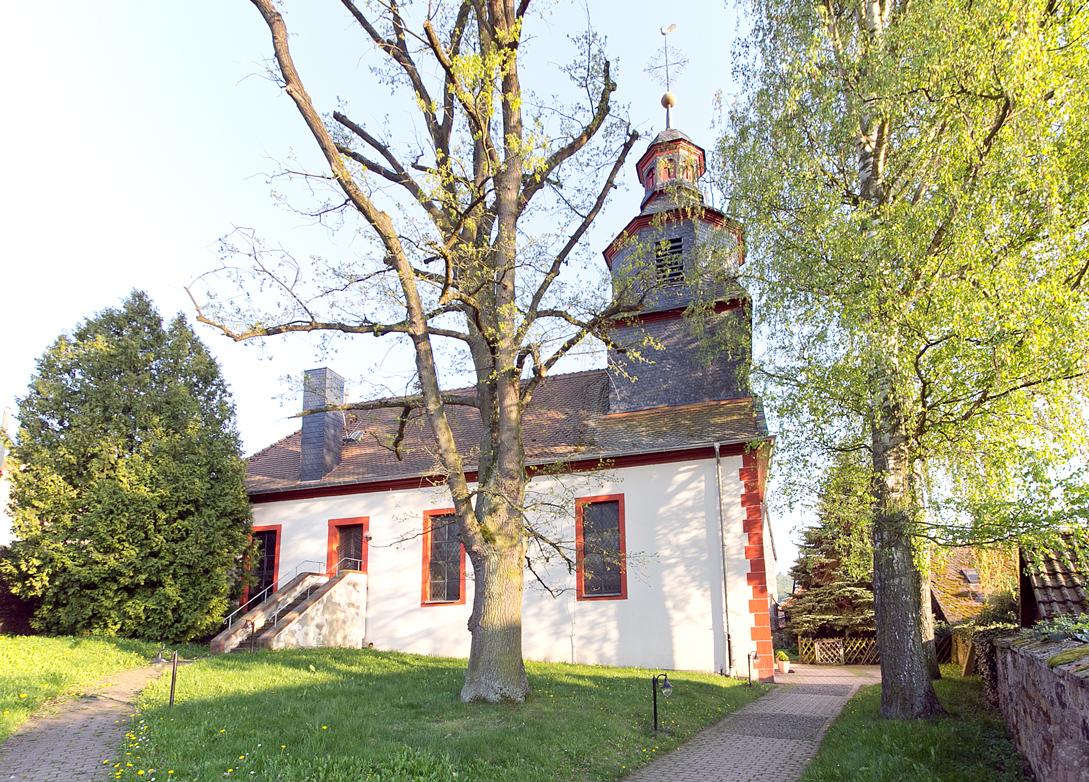
Evangelische Kirche

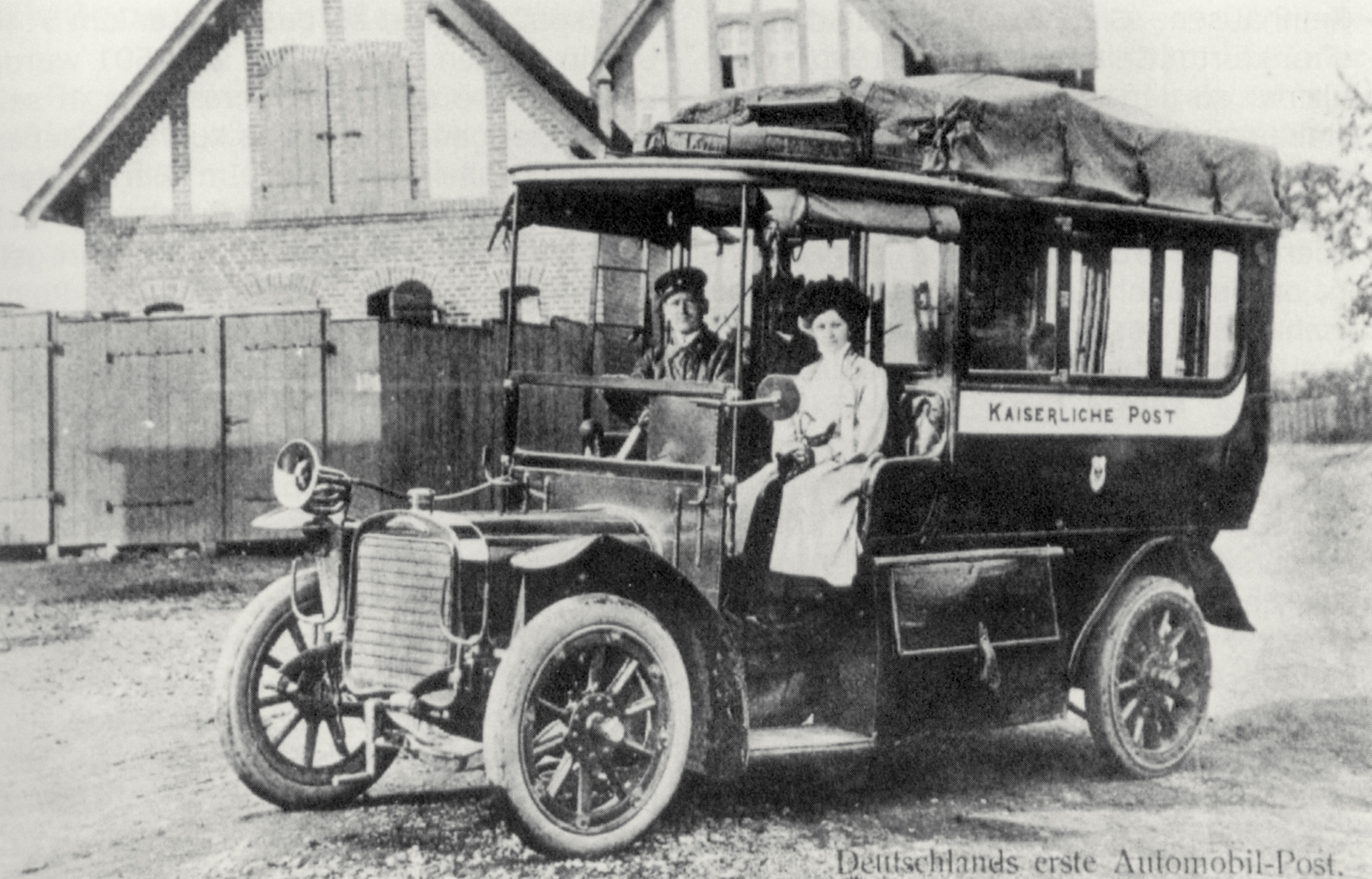
Deutschlands erster Postbus verkehrte ab 1906 zwischen Friedberg und Ranstadt

## Geografie
Ranstadt liegt in einer Höhe von 134 m über NN. Es ist ein Kleinzentrum in der Mitte des Wetteraukreises, am Übergang der Wetterau zum Vogelsberg. Die nächsten größeren Städte sind (im Uhrzeigersinn, beginnend im Westen) Friedberg (Hessen) (17 km), Bad Nauheim (20 km), Nidda (sechs Kilometer) und Büdingen (15 km). Weitere wichtige, umliegende Städte sind Frankfurt am Main, Hanau und Gießen. Insbesondere Frankfurt mit dem Flughafen Frankfurt/Rhein-Main (ca. 40 Minuten PKW-Fahrtzeit) nimmt hierbei eine wichtige Stellung für Pendler und Reisende ein.

### Nachbargemeinden
Ranstadt grenzt im Norden an die Stadt Nidda, im Osten an die Stadt Ortenberg, im Südosten an die Gemeinde Glauburg, im Süden an die Stadt Florstadt, sowie im Westen an die Stadt Reichelsheim und die Gemeinde Echzell.

### Gemeindegliederung
Die Ortsteile Bellmuth, Bobenhausen I, Dauernheim, Ober-Mockstadt und Ranstadt sind ländlich geprägte Wohngemeinden im Nidda- und Laisbachtal.

## Geschichte

### Ortsgeschichte
Die älteste erhaltene Erwähnung von Ranstadt findet sich als Ramstat in einer Urkunde des Klosters Fulda, die zwischen den Jahren 750 und 802 entstand. Ranstadt gehörte im Mittelalter und in der frühen Neuzeit zum Amt Ortenberg, einem Kondominat, das von drei Landesherren aus dem Kreis der Mitglieder des Wetterauer Grafenvereins gebildet wurde.
Kirchlich gehörte Ranstadt zum Kollegiatstift Mockstadt in der Erzdiözese Mainz. Kirchliche Mittelbehörde war das Archidiakonat von St. Maria ad Gradus in Mainz.
Da alle drei Herren des Kondominats sich der Reformation zuwandten, wurde auch Ranstadt lutherisch. 1556 erhielt es deshalb eine eigene Pfarrei. 1601 kam es zu einer Realteilung des Kondominats, wobei Ranstadt der Herrschaft Gedern der Grafen von Stolberg-Gedern zugeschlagen wurde. Ranstadt gehört zu den Gebieten, in denen das Solmser Landrecht von 1571 gewohnheitsrechtlich, aber nur teilweise, rezipiert wurde. Das galt insbesondere für die Bereiche Vormundschaftsrecht, Erbleihe und eheliches Güterrecht. Im Übrigen galt das Gemeine Recht. Erst das Bürgerliche Gesetzbuch, das einheitlich im ganzen Deutschen Reich galt, setzte zum 1. Januar 1900 das alte Partikularrecht außer Kraft.
1806 fiel die Grafschaft Stolberg – und damit auch Ranstadt – an das Großherzogtum Hessen. Hier gehörte Ranstadt zum standesherrlichen Amt Gedern. 1821 bildete das Großherzogtum den Landratsbezirk Nidda, dem auch Ranstadt zugeordnet wurde, und der ab 1832 Kreis Nidda hieß. Mit der Revolution von 1848 wurde kurzzeitig der Regierungsbezirk Nidda gebildet, 1852 aber der Kreis Nidda wiederbelebt. 1874 kam das Dorf zum Landkreis Büdingen.
Die erste Automobil-Post-Linie der Deutschen Reichspost verkehrte 1906 zwischen Ranstadt und Friedberg.
Hessische Gebietsreform
Im Zuge der Gebietsreform in Hessen fusionierten zum 1. Oktober 1971 die bis dahin selbständigen Gemeinden  Ranstadt, Bellmuth, Bobenhausen I, Dauernheim und Ober-Mockstadt freiwillig zur Großgemeinde Ranstadt. Als Sitz der Gemeindeverwaltung wurde der Ortsteil Ranstadt bestimmt. Für alle ehemals eigenständigen Gemeinden von Ranstadt wurden Ortsbezirke mit Ortsbeirat und Ortsvorsteher nach der Hessischen Gemeindeordnung gebildet.

### Verwaltungsgeschichte im Überblick
Die folgende Liste zeigt die Staaten und Verwaltungseinheiten, denen Ranstadt angehört(e):
- vor 1601: Heiliges Römisches Reich, Amt Ortenberg (Kondominat des Wetterauer Grafenvereins)
- ab 1601: Heiliges Römisches Reich, Grafschaft Stolberg-Wernigerode, Amt Gedern
- ab 1677: Heiliges Römisches Reich, Grafschaft Stolberg-Gedern, Amt Gedern
- ab 1806: Großherzogtum Hessen (Souveränitätslande),[Anm. 2]. Fürstentum Oberhessen, Amt Gedern (zur Standesherrschaft Stolberg gehörig)
- ab 1815: Großherzogtum Hessen (Souveränitätslande), Provinz Oberhessen, Amt Gedern[9]  (zur Standesherrschaft Stolberg gehörig)
- ab 1821: Großherzogtum Hessen, Provinz Oberhessen, Landratsbezirk Nidda[10][Anm. 3]
- ab 1832: Großherzogtum Hessen, Provinz Oberhessen, Kreis Nidda
- ab 1848: Großherzogtum Hessen, Regierungsbezirk Nidda
- ab 1852: Großherzogtum Hessen, Provinz Oberhessen, Kreis Nidda
- ab 1867: Norddeutscher Bund, Großherzogtum Hessen, Provinz Oberhessen, Kreis Nidda
- ab 1871: Deutsches Reich, Großherzogtum Hessen, Provinz Oberhessen, Kreis Nidda
- ab 1874: Deutsches Reich, Großherzogtum Hessen, Provinz Oberhessen, Kreis Schotten
- ab 1918: Deutsches Reich, Volksstaat Hessen, Provinz Oberhessen, Landkreis Schotten
- ab 1938: Deutsches Reich, Volksstaat Hessen, Landkreis Büdingen[11][Anm. 4]
- ab 1945: Deutsches Reich, Amerikanische Besatzungszone,[Anm. 5] Groß-Hessen, Regierungsbezirk Darmstadt, Landkreis Büdingen
- ab 1946: Deutsches Reich, Amerikanische Besatzungszone, Hessen, Regierungsbezirk Darmstadt, Landkreis Büdingen
- ab 1949: Bundesrepublik Deutschland, Hessen, Regierungsbezirk Darmstadt, Landkreis Büdingen
- ab 1972: Bundesrepublik Deutschland, Hessen, Regierungsbezirk Darmstadt, Wetteraukreis

## Bevölkerung

### Einwohnerstruktur 2011
Nach den Erhebungen des Zensus 2011 lebten am Stichtag dem 9. Mai 2011 in Ranstadt 4862 Einwohner. Darunter waren 189 (3,9 %) Ausländer, von denen 85 aus dem EU-Ausland, 54 aus anderen europäischen Ländern und 50 aus anderen Staaten kamen. (Bis zum Jahr 2020 erhöhte sich die Ausländerquote auf 7,8 %.) Nach dem Lebensalter waren 522 Einwohner unter 18 Jahren, 2002 zwischen 18 und 49, 1065 zwischen 50 und 64 und 970 Einwohner waren älter. Die Einwohner lebten in 2094 Haushalten. Davon waren 558 Singlehaushalte, 601 Paare ohne Kinder und 692 Paare mit Kindern, sowie 203 Alleinerziehende und 40 Wohngemeinschaften. In 410 Haushalten lebten ausschließlich Senioren und in 1376 Haushaltungen lebten keine Senioren.

### Einwohnerentwicklung
| Ranstadt: Einwohnerzahlen von 1834 bis 2020 | Ranstadt: Einwohnerzahlen von 1834 bis 2020 | Ranstadt: Einwohnerzahlen von 1834 bis 2020 | Ranstadt: Einwohnerzahlen von 1834 bis 2020 | Ranstadt: Einwohnerzahlen von 1834 bis 2020 |
| --- | ------------------------------------------- | ------------------------------------------- | ------------------------------------------- | ------------------------------------------- |
| Jahr |                                             |                                             |                                             | Einwohner                                   |
| 1834 | 1834                                        |                                             | 643                                         | 643                                         |
| 1840 | 1840                                        |                                             | 698                                         | 698                                         |
| 1846 | 1846                                        |                                             | 646                                         | 646                                         |
| 1852 | 1852                                        |                                             | 613                                         | 613                                         |
| 1858 | 1858                                        |                                             | 656                                         | 656                                         |
| 1864 | 1864                                        |                                             | 623                                         | 623                                         |
| 1871 | 1871                                        |                                             | 657                                         | 657                                         |
| 1875 | 1875                                        |                                             | 661                                         | 661                                         |
| 1885 | 1885                                        |                                             | 638                                         | 638                                         |
| 1895 | 1895                                        |                                             | 646                                         | 646                                         |
| 1905 | 1905                                        |                                             | 697                                         | 697                                         |
| 1910 | 1910                                        |                                             | 650                                         | 650                                         |
| 1925 | 1925                                        |                                             | 699                                         | 699                                         |
| 1939 | 1939                                        |                                             | 671                                         | 671                                         |
| 1946 | 1946                                        |                                             | 1.009                                       | 1.009                                       |
| 1950 | 1950                                        |                                             | 1.120                                       | 1.120                                       |
| 1956 | 1956                                        |                                             | 1.164                                       | 1.164                                       |
| 1961 | 1961                                        |                                             | 1.225                                       | 1.225                                       |
| 1967 | 1967                                        |                                             | 1.498                                       | 1.498                                       |
| 1970 | 1970                                        |                                             | 1.516                                       | 1.516                                       |
| 1973 | 1973                                        |                                             | 3.779                                       | 3.779                                       |
| 1975 | 1975                                        |                                             | 3.810                                       | 3.810                                       |
| 1980 | 1980                                        |                                             | 3.949                                       | 3.949                                       |
| 1985 | 1985                                        |                                             | 3.992                                       | 3.992                                       |
| 1990 | 1990                                        |                                             | 4.309                                       | 4.309                                       |
| 1995 | 1995                                        |                                             | 4.819                                       | 4.819                                       |
| 2000 | 2000                                        |                                             | 5.019                                       | 5.019                                       |
| 2005 | 2005                                        |                                             | 4.976                                       | 4.976                                       |
| 2010 | 2010                                        |                                             | 4.894                                       | 4.894                                       |
| 2011 | 2011                                        |                                             | 4.862                                       | 4.862                                       |
| 2015 | 2015                                        |                                             | 5.077                                       | 5.077                                       |
| 2020 | 2020                                        |                                             | 5.106                                       | 5.106                                       |
| Datenquelle: Historisches Gemeindeverzeichnis für Hessen: Die Bevölkerung der Gemeinden 1834 bis 1967. Wiesbaden: Hessisches Statistisches Landesamt, 1968. Weitere Quellen: LAGIS; Hessisches Statistisches Informationssystem; Zensus 2011 Nach 1970 einschließlich der im Zuge der Gebietsreform in Hessen eingegliederten Orte. |                                             |                                             |                                             |                                             |

Im Jahr 2022 wohnten im Stadtteil Ranstadt 2504 Einwohner mit Hauptwohnsitz.

### Historische Religionszugehörigkeit
| • 1961: | 860 evangelische (= 70,20 %), 330 katholische (= 26,94 %) Einwohner                          |
| • 1987: | 3022 evangelische (= 73,7 %), 753 katholische (= 18,4 %), 323 sonstige (= 7,9 %) Einwohner   |
| • 2011: | 2841 evangelische (= 58,4 %), 737 katholische (= 15,2 %), 1284 sonstige (= 26,4 %) Einwohner |

## Politik

### Gemeindevertretung
Die Kommunalwahl am 14. März 2021 lieferte folgendes Ergebnis, in Vergleich gesetzt zu früheren Kommunalwahlen:
| Sitzverteilung in der Gemeindevertretung 2021Insgesamt 23 Sitze - SPD: 9 - Grüne: 3 - FWG: 5 - CDU: 6 | Parteien und Wählergemeinschaften | Parteien und Wählergemeinschaften           | 2021  | 2021  | 2016  | 2016  | 2011  | 2011  | 2006  | 2006  | 2001  | 2001  |
| Sitzverteilung in der Gemeindevertretung 2021Insgesamt 23 Sitze - SPD: 9 - Grüne: 3 - FWG: 5 - CDU: 6 | Parteien und Wählergemeinschaften | Parteien und Wählergemeinschaften           | %     | Sitze | %     | Sitze | %     | Sitze | %     | Sitze | %     | Sitze |
| Sitzverteilung in der Gemeindevertretung 2021Insgesamt 23 Sitze - SPD: 9 - Grüne: 3 - FWG: 5 - CDU: 6 | SPD                               | Sozialdemokratische Partei Deutschlands     | 39,1  | 9     | 39,8  | 9     | 49,6  | 12    | 37,4  | 12    | 39,3  | 12    |
| Sitzverteilung in der Gemeindevertretung 2021Insgesamt 23 Sitze - SPD: 9 - Grüne: 3 - FWG: 5 - CDU: 6 | CDU                               | Christlich Demokratische Union Deutschlands | 25,1  | 6     | 32,2  | 7     | 26,1  | 6     | 29,7  | 9     | 25,9  | 8     |
| Sitzverteilung in der Gemeindevertretung 2021Insgesamt 23 Sitze - SPD: 9 - Grüne: 3 - FWG: 5 - CDU: 6 | FWG                               | Freie Wählergemeinschaft Ranstadt           | 23,7  | 5     | 20,6  | 5     | 14,4  | 3     | 27,2  | 8     | 27,5  | 9     |
| Sitzverteilung in der Gemeindevertretung 2021Insgesamt 23 Sitze - SPD: 9 - Grüne: 3 - FWG: 5 - CDU: 6 | Grüne                             | Bündnis 90/Die Grünen                       | 12,2  | 3     | 7,4   | 2     | 9,8   | 2     | 5,7   | 2     | 7,4   | 2     |
| Sitzverteilung in der Gemeindevertretung 2021Insgesamt 23 Sitze - SPD: 9 - Grüne: 3 - FWG: 5 - CDU: 6 | Gesamt                            | Gesamt                                      | 100,0 | 23    | 100,0 | 23    | 100,0 | 23    | 100,0 | 31    | 100,0 | 31    |
| Sitzverteilung in der Gemeindevertretung 2021Insgesamt 23 Sitze - SPD: 9 - Grüne: 3 - FWG: 5 - CDU: 6 | Wahlbeteiligung in %              | Wahlbeteiligung in %                        | 55,2  | 55,2  | 54,0  | 54,0  | 52,9  | 52,9  | 51,8  | 51,8  | 57,7  | 57,7  |

### Bürgermeister
Nach der hessischen Kommunalverfassung wird der Bürgermeister für eine sechsjährige Amtszeit gewählt, seit dem Jahr 1993 in einer Direktwahl, und ist Vorsitzender des Gemeindevorstands, dem in der Gemeinde Ranstadt neben dem Bürgermeister ehrenamtlich ein Erster Beigeordneter und sechs weitere Beigeordnete angehören. Bürgermeisterin ist seit dem 1. Januar 2010 Cäcilia Reichert-Dietzel (SPD). Sie wurde als Nachfolgerin von Erhard Landmann, der nach drei Amtszeiten nicht wieder kandidiert hatte, am 27. September 2009 im ersten Wahlgang bei 83,0 Prozent Wahlbeteiligung mit 65,2 Prozent der Stimmen gewählt. Es folgten zwei Wiederwahlen, zuletzt, ohne Gegenkandidaten, im September 2021.
Amtszeiten der Bürgermeister
- 2010–2027 Cäcilia Reichert-Dietzel (SPD)[24]
- 1992–2009 Erhard Landmann[25]
- 1972–1991 Walter Suppes (FWG) (1927–2021)[29]

### Wappen
Das Wappen wurde am 12. Juni 1982 durch das Hessische Innenministerium genehmigt.
Blasonierung: „In neunmal rot-silber geteiltem Schild ein schwarzer, schreitender Hirsch.“
Das nunmehr entstandene Wappen berücksichtigt die historische Vergangenheit der neuen Gemeindeteile. Der schwarze Hirsch entstammt dem Wappen der Grafen zu Stolberg, die ursprünglich Besitzer von Ranstadt waren. Dieser Hirsch war schon im alten Ranstädter Wappen verwendet. Die rot-weißen Streifen, die den goldenen Grund des Stolberger Wappens ersetzen, weisen auf die in den übrigen Gemeindeteilen vorherrschenden Ortsherrschaften der Landgrafen von Hessen sowie auch der Grafen von Isenburg hin.
Das Wappen wurde von Heraldiker Heinz Ritt gestaltet.

## Verkehr und Infrastruktur
Ranstadt besitzt einen Haltepunkt an der Bahnstrecke Gießen–Gelnhausen, auf der annähernd stündlich Regionalbahnen der Hessischen Landesbahn verkehren. Ergänzend zum Zugverkehr existiert die Linie 374, die auf der Relation Nidda – Büdingen – Gelnhausen morgens und abends eine weitere Verbindung stellt.
Am Bahnhof von Ranstadt bestehen, meist stündliche, Busverbindungen nach Friedberg (FB-03), Nidda (FB-81, FB-82) und Ortenberg (FB-03), die auch alle Ortsteile an das Busnetz anschließen.
Zum 1. März 1991 stellte die Deutsche Bundesbahn die amtliche Abfertigung von Gepäck, Expressgut und Fahrkarten ein. Stattdessen wurde eine Verkaufsstelle für Zeitkarten im Empfangsgebäude eingerichtet. Für Gepäck und Expressgut wurden die Passagiere an den Bahnhof Nidda sowie den Haus-Gepäck-Service der Post verwiesen.
Durch die Ortsteile Dauernheim und Ranstadt führt der Hessische Radfernweg R4. Er steht unter dem Motto Von Dornröschen zu den Nibelungen. Der Radfernweg beginnt in Hirschhorn am Neckar und verläuft von Süd nach Nord durch Hessen, entlang von Mümling, Nidda und Schwalm nach Bad Karlshafen an der Weser. Die Gesamtlänge beträgt ungefähr 385 Kilometer.

## Kultur und Sehenswürdigkeiten

### Bauwerke
- Neogotisches Rathaus (1875)
- Stolbergisches Hofgut

### Vereine
- Natur- und Vogelschutzgruppe Ranstadt

## Söhne und Töchter der Gemeinde
- Heinrich Jung (* 6. Dezember 1892, Gedern), kam mit zwei Jahren nach Ranstadt, wo seine Familie seit 1498 ansässig war; Apotheker, Chemiker, erforschte Krebs und Malaria, Buchautor (z. B.: „Hessespichel“)
- Peter Brunner (* 25. April 1900, Arheiligen, † 24. Mai 1981 in Heidelberg), Geistlicher und Systematischer Theologe. 1932 bis 1936 Pfarrer in Ranstadt und 1935 für 4 Monate im KZ Dachau inhaftiert.[32]
- Henning Goll (* 1965, Ranstadt). 1989 und 1990 im Nationalkader der Behindertenschwimmer aktiv und errang in dieser Zeit beim Mainzer Schwimmverein 1901 e. V. acht Goldmedaillen sowie mehrere Silber- und Bronzemedaillen bei internationalen und deutschen Meisterschaften, wobei er gleichzeitig zwei neue deutsche Rekorde erschwamm.